# Rezerwat przyrody Sikórz
Rezerwat przyrody Sikórz – leśny rezerwat przyrody na terenie gminy Brudzeń Duży w województwie mazowieckim. Leży w obrębie Brudzeńskiego Parku Krajobrazowego.
Został utworzony zarządzeniem Ministra Leśnictwa i Przemysłu Drzewnego z dnia 15 grudnia 1980 roku na powierzchni 136,60 ha. W 2002 roku został powiększony i obecnie zajmuje powierzchnię 217,40 ha. Wokół rezerwatu ustanowiono otulinę o powierzchni 580,87 ha.
Celem ochrony jest zachowanie malowniczego odcinka rzeki Skrwy oraz nadbrzeżnych zbiorowisk łęgowych i grądowych o charakterze naturalnym, z licznymi pomnikowymi drzewami oraz stanowiskami roślin chronionych.
Obszar rezerwatu podlega ochronie czynnej.